# Amtsgericht Deutsch Krone
Das Amtsgericht Deutsch Krone war ein preußisches Amtsgericht mit Sitz in Deutsch Krone.

## Geschichte
Das königlich preußische Amtsgericht Deutsch Krone  wurde mit Wirkung zum 1. Oktober  1879 als eines von 13 Amtsgerichten im Bezirk des Landgerichtes Schneidemühl im Bezirk des Oberlandesgerichtes Marienwerder gebildet. Der Sitz des Gerichtes war Deutsch Krone. Sein Gerichtsbezirk umfasste den Kreis Deutsch-Krone ohne die Teile, die den Amtsgerichten Märkisch-Friedland, Jastrow und Schloppe zugeordnet waren. Am Gericht bestanden 1880 vier Richterstellen. Das Amtsgericht war damit ein großes Amtsgericht im Landgerichtsbezirk. Gerichtstage wurden in Freudenfier und Tütz gehalten.
Im Jahre 1945 wurde der Amtsgerichtsbezirk unter polnische Verwaltung gestellt, und die deutschen Einwohner wurden vertrieben. Damit endete auch die Geschichte des Amtsgerichtes Deutsch Krone. Unter polnischer Verwaltung entstand das Sąd Rejonowy w Wałczu (1950–1975: Sąd Powiatowy w Wałczu).